# Cronicons Rivipul·lenses
Els Cronicons Rivipul·lenses (en llatí Chronicones Rivipullenses) són un conjunt de cronicons redactats en llatí i que tingueren origen al Monestir de Ripoll. L'inici d'aquests cronicons es fixa poc temps després de la quarta dedicació de la seva església (1032) i es deu, probablement, a iniciativa de l'Abat Oliba.
- Cronicó Rivipullense I

- Alterum Rotense o Cronicó Rotense II

- Cronicó Dertusense II

- Chronicon Benifassani

- Cronicó Rivipullense II